# Cabeza planiscapus
Cabeza planiscapus är en stekelart som beskrevs av Christer Hansson och Lasalle 2003. Cabeza planiscapus ingår i släktet Cabeza och familjen finglanssteklar. Inga underarter finns listade.